# Ludwig Falkenstein
Ludwig Falkenstein (* 6. April 1933 in Aachen; † 29. November 2015) war ein deutscher Historiker und Diplomatiker.
Ludwig Falkenstein besuchte ab 1939 in Aachen die Grundschule und dann das Kaiser-Karls-Gymnasium. Falkenstein studierte an den Universitäten Bonn, München, Innsbruck und Köln. In München gehörte Bernhard Bischoff zu seinen akademischen Lehrern. In Rom arbeitete Falkenstein mit Hilfe eines dreijährigen Stipendiums der Deutschen Forschungsgemeinschaft an dem von Kassius Hallinger geleiteten Unternehmen Corpus Consuetudinum Monasticum. Dabei konnte der erste Band Initia consuetudinis Benedictinae 1963 erscheinen. An der Universität zu Köln wurde er 1964 promoviert. In seiner Habilitation arbeitete er über die Reimser Briefsammlung um 1170. Falkenstein lehrte von 1965 bis 1998 an der Rheinisch-Westfälischen Technischen Hochschule Aachen. Er leistete Aufbauhilfe beim Historischen Institut, vor allem der Bibliothek.
Falkensteins Forschungsschwerpunkt war die mittelalterliche Geschichte Aachens. In seiner von Theodor Schieffer betreuten Dissertation befasste er sich mit der Übertragung des Namens „Lateran“ auf ein Gebäude oder einen Gebäudekomplex der karolingischen Pfalz zu Aachen. Die Namensübertragung spielt für die Frage nach der Übernahme römischer Tradition durch Karl den Großen eine Rolle. Die ältere kunsthistorische Forschung zog aus der Namensgleichheit die Schlussfolgerung, dass der Aachener Lateran nach römischem Vorbild gebaut sein müsse. Nach Falkenstein zeigten jedoch weder die schriftlichen Quellen noch die archäologischen Befunde, „daß die Aachener Pfalz als ganze den Namen ,Lateran‘ getragen habe und als eine wie immer auch aufzufassende Nachahmung des römischen Patriarchiums zu verstehen sei“. Vielmehr kommt Falkenstein zu dem Ergebnis, dass unter dem Aachener Lateran ein Gebäude zu verstehen ist, „das der Palastkirche als Secretarium diente und sich ihr daher eng angeschlossen haben muß. Als Secretarium hatte es die Funktion einer Sakristei und diente zum Aufbewahren des Kirchenschatzes, bot aber auch größeren kirchlichen Versammlungen Raum“. Er veröffentlichte eine Arbeit über Karl den Großen und die Entstehung des Aachener Marienstiftes (1981) sowie über Otto III. und Aachen (1998). Außerdem verfasste er Spezialstudien etwa zur Aachener Pfalz und zum Vicus Aachen in der Karolingerzeit.
Falkenstein galt als einer der besten Kenner mittelalterlicher Papsturkunden und des kanonischen Rechts. Er arbeitete für die Gallia Pontificia (Papsturkunden in Frankreich), ein Forschungsprojekt zur Erschließung der ausgestellten früh- und hochmittelalterlichen Papsturkunden, an den Bänden für die Diözesen Reims und Châlons-en-Champagne. Mit seinen Forschungen über die Interaktion der Institutionen der Kirchenprovinz Reims mit dem Papsttum fand er rege Beachtung in der Geschichtswissenschaft. Zahlreiche Untersuchungen widmete er Papst Alexander III. Falkenstein war Mitglied der Gesellschaft für Rheinische Geschichtskunde und seit 1993 auswärtiges korrespondierendes Mitglied der Société des antiquaires de France. Dabei hielt er 2003 vor der Société des antiquaires de France einen Vortrag über den Reimser Erzbischof Wilhelm von Blois.
Am 18. November 2016 fand in Aachen mit der Tagung Aachen, Frankreich und das Papsttum organisiert von der RWTH Aachen in Zusammenarbeit mit dem Deutschen Historischen Institut in Paris ein Gedenkkolloquium zu Ehren von Ludwig Falkenstein statt.

## Schriften (Auswahl)
Ein Schriftenverzeichnis erschien in: Lotte Kéry, Dietrich Lohrmann, Harald Müller (Hrsg.): Licet preter solitum. Ludwig Falkenstein zum 65. Geburtstag. Shaker, Aachen 1998, ISBN 3-8265-3636-3, S. 287–292.
Ein Schriftenverzeichnis nach 1998 erschien in Jean-Loup Lemaître: Ludwig Falkenstein (1933–2015). In: Francia, Bd. 43 (2016), S. 469–473, hier: S. 471–473.
- Otto III. und Aachen (= Monumenta Germaniae historica. Bd. 22). Hahn, Hannover 1998, ISBN 3-7752-5722-5.
- Karl der Große und die Entstehung des Aachener Marienstiftes (= Quellen und Forschungen aus dem Gebiete der Geschichte. N.F., Bd. 3). Schöningh, Paderborn 1981, ISBN 3-506-73253-6 (Digitalisat).
- Der „Lateran“ der karolingischen Pfalz zu Aachen (= Kölner historische Abhandlungen. Bd. 13). Böhlau, Köln u. a. 1966 (Zugleich Köln, Dissertation 1964).